# Mohamed El-Mekki Naciri
Pour les articles homonymes, voir Naciri.
Cheikh Mohamed El-Mekki Naciri (en arabe : الشيخ محمد المكي .الناصري), né à Rabat le 11 décembre 1906 et mort le 10 mai 1994, est un érudit, homme de lettres, poète, ambassadeur marocain en Libye, ministre des habous et des affaires islamiques et président du conseil des oulémas de Rabat-Salé,.
Un lycée porte son nom à Tétouan.

## Biographie
Mohamed El-Mekki Naciri, né au sein d'une grande famille marocaine affiliée à son ancêtre Mohamed Ben Nacer fondateur de la zaouïa du même nom, se spécialise en littérature et en philosophie lors de ses études universitaires au Caire, puis en suivant des études de pédagogie à Paris et enfin en droit à Genève. Mohamed a reçu son éducation de la main de grands lettrés de l'époque tels que Abou Chouaïb Doukkali, Hajj Mohammad Naciri, Mohamed El-Madani Ben Al-Houssni, Mohamed Ben Abdessalam As-Sayeh, au Moyen-Orient de la part de Mustapha Abd Ar-Razak, Mansour Fahmy, Abdelhamid Al-Abbadi, Abdelwahab Mohamed Azzam ou encore Youssouf Karam. Il a été président de la cellule de résistance, Comité d'action marocaine, avant l'indépendance marocaine et délégué de l'Association des étudiants Musulmans d'Afrique du Nord. En 1937, El-Mekki devient directeur de l'Institut Moulay Hassan pour les Recherches Marocaines à Tétouan, fonde le premier des établissements scolaires arabisant libres à Tétouan, Tanger et Ksar El Kébir, l'Institut Moulay Mehdi. Il crée le Parti de l'Unité en 1937 qui s'éteint en 1960. Il est aussi membre fondateur du Comité de Libération du Maghreb Arabe auprès de Abdelkrim al-Khattabi au Caire et également membre de la Délégation ayant défendu de la cause marocaine auprès de la Ligue arabe et de l'ONU.
le 6 janvier 1953, le comité de contrôle de la zone de Tanger a fait savoir qu'il a notifié à toutes les polices l'annulation de son passeport ainsi que ceux délivrés aux leaders nationalistes marocains installés aux États-Unis. Cette mesure, précise une dépêche de l'A.F.P., interdit à l'avenir l'entrée et le séjour en zone internationale de MM. Allai el Fassi, Ahmed Balafredj, Mohamed Laghzaoui, Ahmed ben Souda, Mohammed Bel Hassan el Ouezzani et Mohammed Cherkaoui.
En 1956, il est membre du Conseil National Consultatif et participe à l'élaboration de la constitution dans les années 1960. Il est ambassadeur du Maroc à Tripoli de 1961 à 1963, il est par ailleurs nommé gouverneur de la Province d'Agadir. Outre son riche cursus dans la sphère politique, Mohamed el-Mekki Naciri est avant tout un homme de foi car il gagne le titre de Cheikh, c'est-à-dire qu'il a appris tous les chapitres du Coran, il deviendra donc professeur de droit islamique à la Faculté de Rabat et à l'Université Al Quaraouiyine. Il est membre du Conseil Supérieur au Plan et de la Promotion Nationale en 1968. Il est imam à la mosquée As-sunna près du Lycée Moulay Youssey à Rabat et à la mosquée Mohamed V. En 1970, il devient membre de la deuxième chambre constitutionnelle ainsi que de la commission royale de codification au ministère de la justice. Le 20 novembre 1972, il devient ministre des Habbous, des Affaires Islamiques et de la Culture. Ses explications du Coran pour le grand public sont très populaires et toujours largement diffusées sur les radios et télévisions nationales.

## Publications (arabophones)

### Essais
Source: (ar) Œuvres de Mekki Naciri sur www.uemnet.free.fr
- La vie de Socrate, patron des philosophes et père la philosophie antique, Le Caire, 1930
- Croisade à Marrakech, 1931
- La France et sa politique berbère au Maroc, Le Caire, 1932
- Conseils religieux des rois de la dynastie alaouite à la nation marocaine, 1934
- Les Habbous musulmans dans le Royaume du Maroc, Tétouan, 1935
- L'opinion de la nation marocaine sur le protectorat français, Tétouan, 1946
- Traité sur l'Aide à la compréhension des Hadiths de l'interprétation (du Coran), Beyrouth

### Recherches publiées
- Divulgation de la vérité et traitement de la création, 1925
- Commandements religieux des rois alaouites, 1934
- Revendications du peuple marocain

### Œuvres traduites en arabe
- سياسة الحماية الفرنسية في المغرب: تقرير سري للمارشال ليوطي (La politique coloniale française au Maroc: Rapport secret du Maréchal Lyautey, Le Caire, 1938)
- كيف تمت مؤامرة الظهير البربري: محاضر جلسات اللجنة السرية المكلفة بوضع مشروع الظهير البربري (Comment s'est faite la conspiration du Dahir Berbère : Les procès-verbaux des réunions de la commission chargée de l'élaboration du Dahir Berbère, Tétouan, 1941)

## Décorations et distinctions
- Ouissam Al Arch de l’ordre d’officier
- Ouissam du mérite culturel, grade supérieur
- Ordre de l’indépendance
- Ordre de la république de Tunisie
- Médaille de couronnement (Irak)
- Membre de l'Académie du royaume du Maroc[7]